# Janez Filip Cobenzl
Grof Janez Filip Cobenzl (tudi Kobencl), diplomat in mecen,* 28. maj 1741, Ljubljana, Habsburška monarhija, † 30. avgust 1810, Dunaj,  Avstrijsko cesarstvo.

## Življenje
Rodil se je 28. maja v Ljubljani v znani plemiški družini Cobenzl. Po domačem šolanju v Ljubljani in Gorici, je študiral na Dunaju in v Salzburgu ter stopil v državno finančno službo v Bruslju. Potem je 1767 postal  visok finančni uradnik na Dunaju.
Diplomatsko karero je začel, ko je leta 1777  spremljal cesarja Jožefa II. v Francijo, nato je bil, 1779 delegat pri mirovnem kongresu v Těšinu, med 1792–1793 zunanji minister, 1797 mirovni delegat v Campu Formiu, po podpisu lunevillskega mira je 1801 postal avstrijski veleposlanik v Parizu, kjer je ostal do 1805, ko se je upokojil in do smrti živel na Dunaju.
Duhovnik Andrej Lavrin ga je že 1779 štel za Slovenca; vsekakor je bil dober poznavalec Slovencev in slovenščine ter je po sklenjenem miru v Schönbrunnu v noči s 15. oktobra na 16. oktober 1809 informiral Napoleona o narodnostnih razmerah v Ilirskih provincah. Cobenzl je vsekakor vedel nekaj o tem, saj je bil lastnik gradu v Ribnici, Napoleona pa je tudi osebno poznal. 
Cobenzl se je gibal v manjšem krogu izobraženih in svobodomiselnih plemičev in plemkinj, ki se jim je pridružil tudi cesar Jožef II. Razen za umetnost se je zanimal tudi za naravo. Okrog svojega letnega dvorca na Reisenbergu pri Dunaju (danes je ta predel imenovan Cobenzl[berg]) je uredil krajinski park, ki so ga zlasti poleti radi obiskovali povabljeni gosti, med katere je sodil tudi skladatelj Wolfgang Amadeus Mozart.
Z očetom Gvidonom, članom Akademije arkadijcev v Gorici, je omogočil šolanje slikarju Francu Kavčiču, s tem da ga je priporočil Jožefu II., ki ga je poslal na šolanje v Italijo. Cobenzl je ostal Kavčičev mecen in zaščitnik vse do svoje smrti.
Umrl je 30. avgusta 1810 na Dunaju, bil je zadnji predstavnik svoje družine in z njim je družina izumrla, tako je vse  svoje  premoženje zapustil sorodniku grofu Mihaelu Coroniniju-Cronbergu iz Gorice.